# Stomachetosella abyssicola
Stomachetosella abyssicola är en mossdjursart som beskrevs av Osburn 1952. Stomachetosella abyssicola ingår i släktet Stomachetosella och familjen Stomachetosellidae. Inga underarter finns listade i Catalogue of Life.